# Jules-François Guieysse
Jules-François Guieysse est un instituteur, résistant, compositeur, romancier, acteur et dramaturge français né le 22 février 1893 dans le 5e arrondissement de Paris et mort le 20 avril 1965 à Lanester dans le Morbihan.

## Biographie
Jules Guieysse était le fils de l'homme politique Pierre-Paul Guieysse, ingénieur hydrographe, député du Morbihan (1890-1910), ministre des Colonies (1895-1896) et président de l'Association des bleus de Bretagne, et de Jeanne Louise Alice Juif. 
Jules Guieysse devint instituteur puis professeur et épousa le 15 février 1917 Jacqueline Aline Réville, à la  mairie du 16e arrondissement de Paris. . Le couple vivait au 50, avenue Raymond Poincaré dans le 16e arrondissement de Paris avec ses sept enfants.
Le 10 mars 1943, trois inspecteurs des Renseignements généraux arrêtèrent Jules Guieysse. Détenu dans les locaux des Brigades spéciales, il reconnut lors d’un interrogatoire avoir fait partie des Francs-tireurs et partisans (FTP). Envoyé à la prison de la Santé, il comparut le 21 avril 1944 devant les juges de la Section spéciale. Il fut condamné à deux ans de prison. Il a été libéré par les FFI le 17 août 1944. Jules Guieysse témoigna le 9 décembre 1944 : « Je n’ai jamais été l’objet d’aucun mauvais traitement ». Il a été homologué au titre de la Résistance intérieure française (RIF), membre du Front national.
Engagé au Parti communiste, il participait aux activités communistes de la ville de Paris. Musicien, pianiste, élève et ami du compositeur Charles Koechlin, il composait des mélodies et des pièces pour piano. Il était également acteur et auteur de pièces de théâtre, dont une pièce anticolonialiste en trois actes intitulée Bougre de Nha-Qué,. Il était membre de la troupe « La Phalange » depuis 1929.
Jules Guieysse mourut le 20 avril 1965 à l’âge de 72 ans à Lanester, dans le Morbihan,.

## Distinctions
- Croix de guerre 1914-1918 (France).
- Membre du Front national (Résistance).

## Compositions
- Ballades, piano, do dièse mineur, opus 35 (1958)
- Quatre pièces fantasques (1958)
- Deux nocturnes, piano, opus 41 (1958)
- Sept pièces pour flûtes douces (1937)[10]

## Publications
- Correspondance avec Charles Koechlin (1982)
- Musiciens de France, la génération des grands symphonistes (1979)
- Jehan Tournefort, escholier, apprenti maçon, maître fèvre, capitaine des archers, chevalier et bailli du roi, 1148-1214 (1959)[11]
- Jéreck, Paris, Les Éditions du Scorpion (1958)[12]